# Joanna (2013)
Joanna is een Poolse documentaire uit 2013 onder regie van Aneta Kopacz over Joanna Salyga. Het gaat over een jonge vrouw met kanker die nog maar drie maanden te leven heeft, en haar pogingen om nog zoveel mogelijk tijd met haar man en zoontje door te brengen. De documentaire kwam tot stand dankzij crowdfunding en kreeg een Oscarnominatie in de categorie "beste korte documentaire".